# 深江町
深江町（ふかえちょう）は、長崎県の南東部、島原半島にあった町。南高来郡に属した。
2006年3月31日、南高来郡内の7町と対等合併して市制を施行し、南島原市となり自治体としては消滅した。

## 地理
島原半島の東部に位置する。
- 山：野岳、岩床山、大崩山
- 渓谷：赤松谷
- 河川：安徳川原（水無川）、深江川、ニノ川

### 隣接市町村
- 島原市
- 雲仙市
- 南高来郡布津町・有家町

## 歴史

### 近現代
- 1889年（明治22年）4月1日 - 町村制施行により、南高来郡深江村が単独村制にて発足。
- 1949年（昭和24年）5月25日 - 町内に昭和天皇の戦後巡幸。天皇が長崎県種馬育成馬を視察[1]。
- 1962年（昭和37年）5月3日 - 深江村が町制施行。深江町となる。
- 1990年から続いた雲仙普賢岳の噴火により大きな被害を受けた。
- 2006年（平成18年）3月31日 - 加津佐町・口之津町・南有馬町・北有馬町・西有家町・有家町・布津町と合併し市制施行。南島原市が発足し、深江町は自治体として消滅。

## 地域

### 地名
名を行政区域とする。深江町は1889年の町村制施行時に単独で自治体として発足したため、大字は無し。（発足当初は深江村）
なお、深江町では名の名称を十干に置き換えて表記する。
- 甲 / 古江名
- 乙 / 田中名
- 丙 / 馬場名
- 丁 / 諏訪名
- 戊 / 大野木場名

## 行政
- 町長：本田龍一

## 教育

### 中学校
町立
- 深江中学校

### 小学校
町立
- 深江小学校
  - 馬場分校
  - 諏訪分校
- 小林小学校
- 大野木場小学校

## 交通
- 最寄り空港は長崎空港。

### 鉄道
- 島原鉄道
  - 瀬野深江駅 - 深江駅

中心駅は深江駅。
※上記の区間および駅は2008年3月31日限りで廃止。

### バス路線

#### 一般路線バス
- 島原鉄道（島鉄バス）

### 道路

#### 有料道路
地域高規格道路
- 仁田峠有料道路
- 島原道路（がまだすロード）

#### 一般国道
- 国道57号
- 国道251号

## 産業
- メロン・葉タバコの栽培が盛ん。

## 名所・旧跡・観光スポット・祭事・催事
- 深江城跡
- 大野木場監視所（大野木場砂防みらい館）[2]
  - 旧大野木場小学校 - 1991年の火砕流により破壊された学校を保存。